# Rafael Espada
José Rafael Espada (Ciudad de Guatemala, 14 de enero de 1944) es un cirujano cardiovascular y político guatemalteco que fue vicepresidente de la República de Guatemala desde el 14 de enero de 2008 hasta el 14 de enero de 2012. Actualmente es decano de la Facultad de Ciencias Médicas de la Universidad Mariano Gálvez de Guatemala.
Espada fue candidato presidencial en las elecciones generales de 2023 por el Partido Republicano. Fue el primer exvicepresidente en buscar la presidencia en la historia de Guatemala.

## Biografía
Rafael Espada nació el 14 de enero de 1944 en la ciudad de Guatemala. Hijo de Raquel Espada, maestra originaria de Totonicapán, quien dedicó su vida a la docencia.
Durante sus años de formación académica, José Rafael vivió en la ciudad de Guatemala. Estudió medicina, y años más tarde se convirtió en un reconocido cirujano cardiovascular.
Hizo sus estudios de medicina en la Universidad de San Carlos de Guatemala. Realizó su Residencia en Cirugía General y su Residencia de Cirugía Torácica, en la Facultad de Medicina de Baylor, en Houston y formó parte del equipo de trabajo de cirujanos del Houston Methodist Hospital. En 1992 la Universidad Francisco Marroquín le otorgó un doctorado honoris causa Archivado el 16 de julio de 2011 en Wayback Machine. Antes de su vicepresidencia, Rafael Espada ya era un gran cirujano reconocido en toda Latinoamérica, Europa, África, Centroamérica, etc. En 1994 contribuyó a la fundación de la Unidad de Cirugía Cardiovascular de Guatemala (UNICAR).

## Vida política

### Vicepresidente de Guatemala
En el 2007 se involucró en la campaña electoral de Guatemala, como compañero de fórmula del Ingeniero Álvaro Colom, con quien formó el binomio Presidencial para las elecciones generales a Presidente y Vicepresidente de la República, consiguiendo la victoria el 4 de noviembre del mismo año.
El doctor Espada tomó posesión como Vicepresidente de la República de Guatemala el 14 de enero de 2008.

### Diputado por el Parlacen
El 20 de enero de 2012 poco después de que Rafael Espada entregara su cargo como vicepresidente de Guatemala, tomó juramento como diputado del Parlacen junto a su colega presidente Álvaro Colom por el presidente del pleno Manolo Pichardo. Según el tratado constitutivo del Parlacen, los ex gobernantes asumen una curul automáticamente al concluir su mandato. Espada dijo que asumiría el cargo junto a Colom porque se sienten comprometidos con la integración centroamericana.

## Espada y el caso Rosenberg
El 31 de agosto de 2009, la periodista guatemalteca Marta Yolanda Díaz-Durán publicó en el diario Siglo XXI una columna titulada "El beso de Espada", en el cual acusa al vicepresidente de haber traicionado la confianza de Rodrigo Rosenberg, abogado asesinado en Guatemala el 10 de mayo de 2009. Según sostiene la periodista Díaz-Durán, algunas de sus fuentes afirman que Espada se habría reunido con Rosenberg días antes de su asesinato. Durante la reunión, Rosenberg habría expuesto a Espada sus sospechas de un plan del gobierno para asesinarlo, y el entonces Señor Vicepresidente, doctor José Rafael Espada, le habría ofrecido su ayuda. Espada ha negado haber conocido al licenciado Rosenberg, y tras los incidentes ha dicho, al igual que el entonces Presidente Constitucional de la República de Guatemala, Álvaro Colom Caballeros, que el asesinato de Rodrigo Rosenberg Marzano fue parte de un supuesto «plan de desestabilización» en contra del Gobierno de la República.
Tras la publicación de la mencionada columna, el Vicepresidente Constitucional, Rafael Espada, por conducto del entonces Señor secretario privado de la vicepresidencia de la República, don Óscar Perdomo, en ejercicio de sus funciones, presentó la denuncia ante el fiscal general de la República de Guatemala, en contra de la periodista del medio de difusión Libertópolis, Marta Yolanda, entonces conductora y columnista de Siglo XXI. Espada señala que el artículo “El beso de Espada” puso en riesgo la institucionalidad de la vicepresidencia. Alejandro Baldizón se comunicó vía telefónica a los estudios y explicó que la denuncia que hizo Rafael Espada ante el MP es un intento de intimidación. José Luis Gonzáles Dubón, abogado y representante legal de la Liga Pro Patria.
En el juicio que se sigue por el Caso Rosenberg, el testigo Mario Fuentes, amigo del abogado asesinado, declaró que el vicepresidente Espada sí tenía conocimiento de las investigaciones que estaba haciendo la víctima con relación al asesinato de Khalil Musa y su hija Marjorie. Durante ese mismo proceso, Eduardo Rosenberg, hijo del abogado asesinado, declaró que su padre se reunió con el Vicepresidente para darle datos de la muerte de los Musa.
El 11 de mayo de 2009, en el programa de radio Todo a pulmón, que coconduce Marta Yolanda Díaz-Durán, el vídeo póstumo de Rodrigo Rosenberg fue transmitido como una primicia noticiosa, lo que resultó ser falso.

## Espada y denuncias de corrupción
El 17 de febrero del 2010, aparece en portada del diario Siglo XXI la noticia que, Óscar Perdomo, exsecretario privado de Rafael Espada, cobraba doble sueldo. El artículo fue redactado por el periodista Mynor Enrique Pérez quien informa que la Contraloría encontró  hallazgos que incluyen la compra de camisas y gastos en salones de belleza. El 18 de febrero, Perdomo se defiende afirmando que todas las acciones tomadas durante su gestión, incluidos los nombramientos, eran del conocimiento del vicepresidente. Espada negó tal extremo al puntualizar que sí firmó los nombramientos pero no con doble sueldo.
La nota indica que son cuatro los empleados que cobraban doble sueldo en oficina del Vicepresidente.